# Levantsko more
Levantsko ili rjeđe Levantinsko more (grč. Thálassa tis Anatolikís Mesogeíou, tur. Doğu Akdeniz, arap. Baḥr ar-Rūm) je najistočnije more Sredozemna mora. Graniči s Turskom na sjeveru, Sirijom, Libanonom, Izraelom i Pojasom Gaze na istoku, Egiptom i Libijom na jugu i Egejskim morem na sjeverozapadu. Za zapadnu granicu uzima se crta razdvajanja od rta Ra al-Hilal u Libiji do otoka Gavdos, južno od Krete.